# Сподњи Гај при Прагерскем
Сподњи Гај при Прагерскем (словен. Spodnji Gaj pri Pragerskem) је насељено место у општини Кидричево, Подравска регија, Словенија.

## Историја
До територијалне реорганизације у Словенији био је у саставу старе општине Птуј.

## Становништво
У попису становништва из 2011. године, Сподњи Гај при Прагерскем је имао 133 становника.
| Број становника према пописима | Број становника према пописима | Број становника према пописима |
| ------------------------------ | ------------------------------ | ------------------------------ |
| 1991                           | 2002                           | 2011                           |
| 135                            | 133                            | 133                            |

Напомена: До 1980. исказивано под именом Гај.